# آبرلین (پنسیلوانیا)
آبرلین (به انگلیسی: Oberlin) یک منطقهٔ مسکونی در ایالات متحده آمریکا است که در Dauphin County واقع شده‌است. آبرلین ۰٫۳۴ کیلومتر مربع مساحت و ۵۸۸ نفر جمعیت دارد و ۱۷۳٫۷۴ متر بالاتر از سطح دریا واقع شده‌است.